# Ronde van Italië 2021/Twintigste etappe
De twintigste etappe van de Ronde van Italië 2021 werd verreden op 29 mei van Verbania naar de Alpe Motta (Campodolcino). Het betroft een etappe over 165 kilometer waar in de afdaling van de Splugenpas aangevallen werd door nummer twee in het klassement Damiano Caruso en Romain Bardet. Samen met wat ploegmaten probeerden zij rozetruidrager Egan Bernal onder druk te zetten. Caruso wist te etappe te winnen, maar pakte te weinig tijd op Bernal om de slottijdrit mogelijk spannend te kunnen maken.
| Verbania – Vall Spluga/Alpe Motta (165,0 km) |                   |                       |          |
| Plaats                                       | Naam              | Ploeg                 | Tijd     |
| 1                                            | Damiano Caruso    | Bahrain-Victorious    | 4u27'53" |
| 2                                            | Egan Bernal       | INEOS Grenadiers      | + 24"    |
| 3                                            | Daniel Martínez   | INEOS Grenadiers      | + 35"    |
| 4                                            | Romain Bardet     | Team DSM              | z.t.     |
| 5                                            | João Almeida      | Deceuninck–Quick-Step | + 41"    |
| 6                                            | Simon Yates       | Team BikeExchange     | + 51"    |
| 7                                            | Aleksandr Vlasov  | Astana-Premier Tech   | + 1'13"  |
| 8                                            | Hugh Carthy       | EF Education-Nippo    | + 1'29"  |
| 9                                            | Lorenzo Fortunato | EOLO-Kometa           | + 2'07"  |
| 10                                           | Antonio Pedrero   | Movistar Team         | + 2'23"  |
|                                              |                   |                       |          |
| 13                                           | Koen Bouwman      | Team Jumbo-Visma      | + 2'37"  |
| 34                                           | Louis Vervaeke    | Alpecin-Fenix         | + 8'15"  |

| Algemeen klassement |                  |                        |            |
| Plaats              | Naam             | Ploeg                  | Tijd       |
| Roze trui           | Egan Bernal      | INEOS Grenadiers       | 85u41'47"  |
| 2                   | Damiano Caruso   | Bahrain-Victorious     | + 1'59"    |
| 3                   | Simon Yates      | Team BikeExchange      | + 3'23"    |
| 4                   | Aleksandr Vlasov | Astana-Premier Tech    | + 7'07"    |
| 5                   | Romain Bardet    | Team DSM               | + 7'48"    |
| 6                   | Daniel Martínez  | INEOS Grenadiers       | + 7'56"    |
| 7                   | Hugh Carthy      | EF Education-Nippo     | + 8'22"    |
| 8                   | João Almeida     | Deceuninck–Quick-Step  | + 8'50"    |
| 9                   | Tobias Foss      | Team Jumbo-Visma       | + 12'39"   |
| 10                  | Daniel Martin    | Israel Start-Up Nation | + 16'48"   |
|                     |                  |                        |            |
| 13                  | Koen Bouwman     | Team Jumbo-Visma       | + 31'04"   |
| 19                  | Louis Vervaeke   | Alpecin-Fenix          | + 1u03'29" |

## Opgaves
- Fabio Felline (Astana-Premier Tech): niet gestart om bij zijn pasgeboren zoon te zijn

1e etappe ·
2e etappe ·
3e etappe ·
4e etappe ·
5e etappe ·
6e etappe ·
7e etappe ·
8e etappe ·
9e etappe ·
10e etappe ·
11e etappe ·
12e etappe ·
13e etappe ·
14e etappe ·
15e etappe ·
16e etappe ·
17e etappe ·
18e etappe ·
19e etappe ·
20e etappe ·
21e etappe
Startlijst · Eindstanden · Afbeeldingen